# Olympische Sommerspiele 1972/Ringen – Griechisch-römischer Stil Schwergewicht (Männer)
Das Ringen im griechisch-römischen Stil der Männer in der Klasse bis 100 kg bei den Olympischen Sommerspielen 1972 wurde vom 6. bis 10. September in der Ringer-Judo-Halle auf dem Messegelände Theresienhöhe ausgetragen.

## Wettkampfformat
Die Kampfzeit war auf drei Mal drei Minuten beschränkt. Ein Ringer blieb solange im Turnier, bis er mit sechs Minuspunkten belastet war. Sobald nur noch zwei oder drei Athleten übrig waren, wurde eine Finalrunde um die Medaillen ausgetragen.
Minuspunkte wurden wie folgt verteilt:
- 0,5: Sieg durch technische Überlegenheit
- 1: Sieg nach Punkten
- 2: Unentschieden
- 2,5: Unentschieden, Passivität
- 3: Niederlage nach Punkten
- 3,5: Niederlage durch technische Überlegenheit des Gegners
- 4:  Niederlage durch Schultersieg des Gegners, Passivität, Verletzung

## Ergebnisse
Legende
- MPG – Minuspunkte Gesamt
- MPK – Minuspunkte in diesem Kampf

### Runde 1
| MPG | MPK |                      | Zeit |                    | MPK | MPG |
| --- | --- | -------------------- | ---- | ------------------ | --- | --- |
| 2   | 2   | Christo Ignatow      |      | Pelle Svensson     | 2   | 2   |
| 3   | 3   | Aimo Mäenpää         |      | Tore Hem           | 1   | 1   |
| 2   | 2   | Rudolf Lüscher       |      | Hassan Ali Bechara | 2   | 2   |
| 0   | 0   | Nikolai Jakowenko    | 7:23 | Burke Deadrich     | 4   | 4   |
| 1   | 1   | Andrzej Skrzydlewski |      | Lorenz Hecher      | 3   | 3   |
| 1   | 1   | Ferenc Kiss          |      | Fredi Albrecht     | 3   | 3   |
| 3,5 | 3,5 | Makoto Saito         |      | Nicolae Martinescu | 0,5 | 0,5 |

### Runde 2
| MPG | MPK |                    | Zeit |                      | MPK | MPG |
| --- | --- | ------------------ | ---- | -------------------- | --- | --- |
| 2   | 0   | Christo Ignatow    | 5:48 | Aimo Mäenpää         | 4   | 7   |
| 6   | 4   | Pelle Svensson     | 0:42 | Tore Hem             | 0   | 1   |
| 6   | 4   | Rudolf Lüscher     | 1:44 | Nikolai Jakowenko    | 0   | 0   |
| 8   | 4   | Burke Deadrich     | 1:23 | Andrzej Skrzydlewski | 0   | 1   |
| 7   | 4   | Lorenz Hecher      | 8:23 | Ferenc Kiss          | 4   | 5   |
| 4   | 1   | Fredi Albrecht     |      | Makoto Saito         | 3   | 6,5 |
| 0,5 |     | Nicolae Martinescu |      | Freilos              |     |     |
| 2   |     | Hassan Ali Bechara |      | DNS                  |     |     |

### Runde 3
| MPG | MPK |                      | Zeit |                   | MPK | MPG |
| --- | --- | -------------------- | ---- | ----------------- | --- | --- |
| 1,5 | 1   | Nicolae Martinescu   |      | Christo Ignatow   | 3   | 5   |
| 4   | 3   | Tore Hem             |      | Nikolai Jakowenko | 1   | 1   |
| 4,5 | 3,5 | Andrzej Skrzydlewski |      | Ferenc Kiss       | 0,5 | 5,5 |
| 4   |     | Fredi Albrecht       |      | Freilos           |     |     |

### Runde 4
| MPG | MPK |                   | Zeit |                      | MPK | MPG |
| --- | --- | ----------------- | ---- | -------------------- | --- | --- |
| 7   | 3   | Fredi Albrecht    |      | Nicolae Martinescu   | 1   | 2,5 |
| 5   | 0   | Christo Ignatow   | 1:24 | Tore Hem             | 4   | 8   |
| 1   | 0   | Nikolai Jakowenko | 1:25 | Andrzej Skrzydlewski | 4   | 8,5 |
| 5,5 |     | Ferenc Kiss       |      | Freilos              |     |     |

### Runde 5
| MPG | MPK |                 | Zeit |                    | MPK | MPG |
| --- | --- | --------------- | ---- | ------------------ | --- | --- |
| 6,5 | 1   | Ferenc Kiss     |      | Nicolae Martinescu | 3   | 5,5 |
| 9   | 4   | Christo Ignatow | 8:35 | Nikolai Jakowenko  | 0   | 1   |

### Finalrunde
| MPG | MPK |                    | Zeit |                   | MPK | MPG |
| --- | --- | ------------------ | ---- | ----------------- | --- | --- |
| 0   | 0   | Nicolae Martinescu | 0:00 | Nikolai Jakowenko | 4   | 4   |